# Ashraf Ghani
Ashraf Ghani Ahmadzai (Lawgar, 19 de mayo de 1949) es un político, antropólogo, economista, profesor y comentarista afgano. Fue presidente de Afganistán desde el 29 de septiembre de 2014 hasta el 15 de agosto de 2021, día en que anunció su dimisión y posterior salida del país tras la caída de Kabul a manos de los talibanes. El 18 de agosto se anunció que se encontraba en Abu Dabi, ciudad en donde había sido acogido con su familia "por consideraciones humanitarias".
Licenciado en Antropología, se trasladó para proseguir sus estudios a Estados Unidos pero debido a tiempos de guerra en su país tuvo que permanecer allí, pudiendo seguir estudiando e impartiendo clases en diferentes universidad de gran prestigio. Seguidamente desde 1991 ha pertenecido a organismos internacionales como el Banco Mundial o la ONU, entre otros como foros o conferencias, en los que ha ocupado algunos cargos. En 2001 tras la caída del régimen talibán, regresó a Afganistán y entró en política siendo asesor del presidente Hamid Karzai y un año más tarde fue nombrado como ministro de Finanzas.
Durante su mandato como ministro de Finanzas, diseñó un paquete de reformas e inició varios programas de inversión pública que llevaron a mejoras significativas en las condiciones de vida de los afganos en todo el país. En 2004 se negó a pertenecer al nuevo gobierno y pasó a ser Canciller de la Universidad de Kabul, hasta 2008. Posteriormente se presentó como candidato independiente a las Elecciones presidenciales de 2009 quedando en cuarto lugar. Formó un gobierno de coalición con el también candidato Abdullah Abdullah quedando este último como primer ministro de Afganistán.

## Biografía
Nacido en la provincia de Lawgar en 1949, en el seno de una familia muy influyente en Afganistán. Realizó sus estudios de primaria y secundaria en la Escuela Secundaria Habibia de la ciudad de Kabul, en la que creció. Su padre ha estado inmerso en la política durante toda su vida, llegando a ocupar numerosos cargos políticos de alto nivel durante tiempos de la monarquía en Afganistán. Al finalizar sus estudios secundarios, viajó al Líbano para asistir a la Universidad Americana de Beirut, siendo allí donde conoció a su futura esposa, Rula y obtuvo su primer título universitario en 1973, siendo licenciado en Antropología. Un año más tarde en 1974, regresó a Afganistán y estudió en la Universidad de Kabul, pero a mitad del año ganó una beca concedida por el gobierno para realizar una maestría en Antropología en la Universidad de Columbia de Nueva York. Al trasladarse a los Estados Unidos se marchó con la intención de permanecer fuera durante dos años. Sin embargo, cuando las fuerzas prosoviéticas llegaron al poder, la mayoría de los miembros varones de su familia fueron encarcelados. Por ello, decidió quedarse permanentemente en Estados Unidos. Tras haber obtenido su título en Columbia, se le ofreció un puesto como profesor universitario en la Universidad de California en Berkeley en la que estuvo dando clases durante 1983, seguidamente en ese año en la Universidad Johns Hopkins de Baltimore en la que permaneció hasta 1991. 
Durante estos años, también fue comentarista de la BBC Dari, transmitido en Afganistán y colaboró en numerosos medios de comunicación sobre la guerra del Golfo. También ha contribuido en periódicos como el Financial Times, International Herald Tribune, Los Angeles Times, The New York Times, The Wall Street Journal y el The Washington Post.

### Carrera internacional
En 1991 se unió al Banco Mundial como antropólogo, en el que se encargó del asesoramiento sobre la dimensión humana de los programas económicos. Igualmente se desempeñó durante 11 años trabajando inicialmente en proyecto en Asia Oriental y también a mediados de los años 90 trabajó en la articulación de la política social del banco y la revisión de las estrategias de país, las condicionalidades y los programas de reforma de diseño.
En 1996 fue pionero en la aplicación del análisis institucional y organizonal de macro procesos de cambio y la reforma, trabajando directamente en el programa de ajuste de la industria del carbón en Rusia, y en llevar a cabo una revisión de las estrategias de asistencia al país del Banco y los Programas de ajuste estructural a nivel mundial. Pasó cinco años en países como China, India y Rusia trabajando en la gestión de proyectos de transformación institucional de desarrollo a gran escala. Seguidamente pasó un tiempo asistiendo a la escuela de negocios del programa de liderazgo en la INSEAD de Francia y en la Universidad de Harvard y la Universidad Stanford en los Estados Unidos.
Tras el derrocamiento de los talibanes a finales de 2001, fue invitado a servir como Asesor Especial del Embajador, Lajdar Brahimi,  enviado especial del Secretario general de las Naciones Unidas en Afganistán.
Años más tarde, fue uno de los candidatos para suceder a Kofi Annan como Secretario de la ONU en 2006. En ese mismo año, tras la fundación del The World Justice Project, comenzó siendo miembro, llegando a pertenecer al Consejo de administración en el que trabajó para encabezar un esfuerzo global, multidisciplinario para fortalecer el Estado de derecho en los países en vías de desarrollo.
El 28 de enero de 2010 asistió a la Conferencia Internacional sobre Afganistán en Londres, en la que prometió su apoyo para ayudar a reconstruir su país. Presentó sus ideas al presidente Hamid Karzai como ejemplo de la importancia de la cooperación entre los afganos con la comunidad internacional.

### Política
En diciembre de 2001, tras el paso de 24 años regresó a Afganistán y renunció a sus cargos en el Banco Mundial y en la ONU, para pasar a formar parte del gobierno afgano. En cuanto entró en la política de su país, comenzó trabajando en el diseño, negociación e implementación del Acuerdo de Bonn, en el que se establece la hoja de ruta para la transición a un nuevo gobierno basado en el consentimiento popular. Durante esta época, pasó a ser el asesor principal del presidente Hamid Karzai, siendo también una de las personas claves en este gobierno. En este cargo trabajó en la preparación de la denominada asamblea Loya yirga que eligieron oficialmente a Karzai como presidente y también aprobaron la Constitución de Afganistán

### Ministro de Finanzas

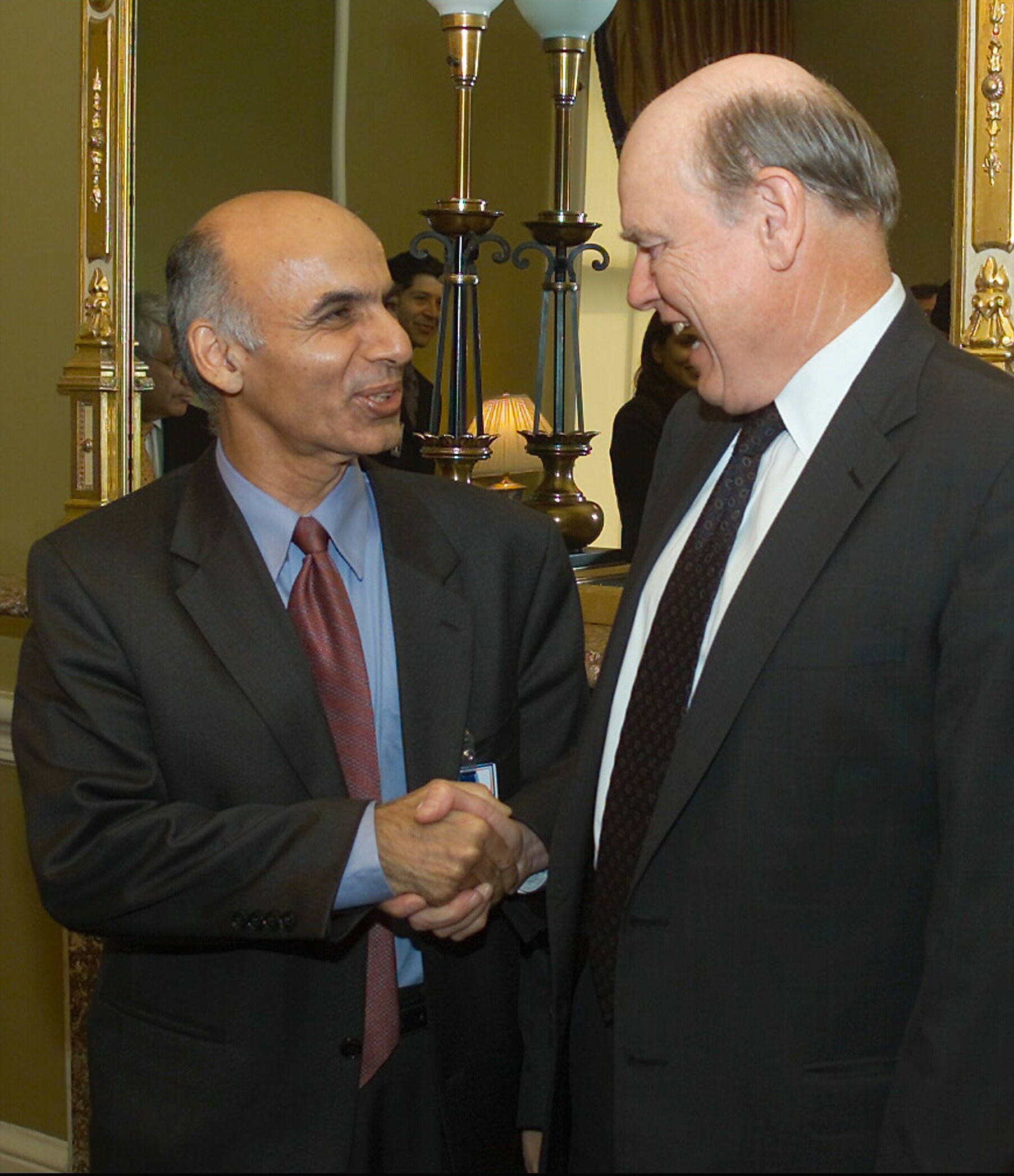
Durante una reunión con el Secretario del Tesoro de los Estados Unidos, John W. Snow, para debatir el proceso de la reconstrucción económica de Afganistán.

El 2 de junio de 2002, el presidente Karzai lo designó como nuevo ministro de Finanzas del país. Como ministro de finanzas, durante la duración de la transición, es ampliamente reconocido por el diseño y la ampliación de las reformas más extensas y difíciles de ese periodo:
Realizó numerosas reformas monetarias en tiempo récord; informatizó las operaciones de tesorería; institucionalizó la cuenta única del tesoro; adoptó una política de financiamiento sin-déficit; presentó el presupuesto como instrumento central de la política; se realizaron ingresos centralizados; se reformó el sistema de aranceles y aduanas reacondicionados; e instituyó la presentación periódica ante el gabinete, el pueblo de Afganistán y los interesados internacionales como herramienta de transparencia y rendición de cuentas.
Combinó la integridad personal con medidas muy duras contra la corrupción. Llegó a despedir a los funcionarios corruptos del Ministerio de Finanzas, ignorando a los que amenazaron con venganzas.
Se negó a pagar al Ejército Nacional Afgano (ENA), hasta que existiese un censo fiable de soldados, por sospechar que las cifras eran exageradas a fin de reclamar el dinero extra.
Aprovechando su conocimiento del sistema internacional, lo utilizó para abrir nuevos caminos en la coordinación de la asistencia de donantes, requiriéndose a estos a mantener sus intervenciones a tres sectores, con lo que la claridad y la mutua rendición de cuentas a sus relaciones con las contrapartes gubernamentales y la preparación de una estrategia de desarrollo económico.
El 30 de abril de 2004, presentó un programa de siete años sobre la inversión pública para asegurar el futuro económico de Afganistán, en una conferencia internacional celebrada en la ciudad de Berlín, a la que acudieron 65 ministros de finanzas de diferentes países. Fue descrito como el programa más completo que se haya preparado y presentado por un país pobre a la comunidad internacional, siendo preparado por un equipo conformado por unos cien expertos que trabajan bajo la supervisión del comité que preside. El concepto de un doble pacto entre los donantes y el gobierno de Afganistán, por un lado y entre el gobierno y el pueblo de Afganistán por el otro, sustentado el programa de inversión en asegurar el futuro del país. Los donantes prometieron $ 8200 millones en la conferencia para los tres primeros años del programa, (el importe exacto solicitado por el gobierno) y acordaron que la solicitud del gobierno para un paquete total de siete años de asistencia de $ 27,5 mil millones estaba justificada.
También se ha implicado fuertemente en la erradicación de la pobreza mediante la creación de riqueza y el establecimiento de los derechos de ciudadanía. Se le atribuye el diseño del Programa Nacional de Solidaridad, un programa de subvenciones a las aldeas en las que los consejos de las mismas determinan las prioridades y los mecanismos de implantación. Este programa se ha desplegado por todo el país y ha llegado a ser tan exitoso que otros países de todo el mundo están tratando de realizarlo. 
Además, se asoció con el Ministerio de Comunicaciones para garantizar que las licencias de telecomunicaciones se concedieron de forma totalmente transparente. Como resultado, el número de teléfonos móviles en el país pasó de 100 en julio de 2002 a más de un millón a finales de 2005. La inversión privada en el sector superó los $200 millones y el sector de las telecomunicaciones emergió como uno de los principales en la generación de ingresos para el gobierno.

### Rector de la Universidad de Kabul

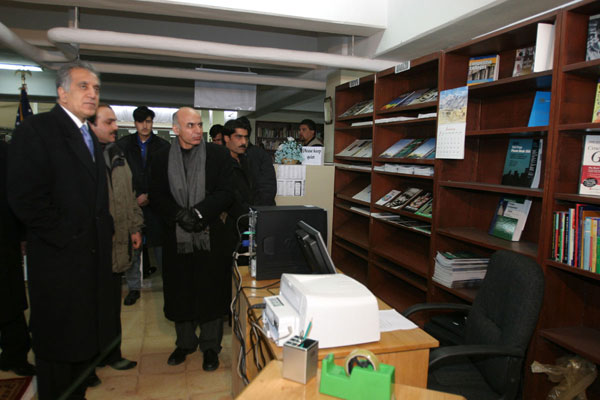
Ashraf Ghani (derecha) junto al embajador estadounidense Zalmay Khalilzad (izquierda) en la Universidad de Kabul, en 2005

Tras la celebración de las elecciones presidenciales de Afganistán de 2004 en las que fue elegido presidente Hamid Karzai se le ofreció la oportunidad de pertenecer a su gabinete de gobierno. Se negó. En su lugar, el 14 de diciembre de 2004 dejó el Ministerio de Finanzas y pidió ser nombrado canciller de la Universidad de Kabul. Ocupó ese cargo el 22 de diciembre de 2004. Como canciller de la universidad, pudo articular el concepto de gobernanza compartida entre los profesores, los estudiantes y el personal y la promoción.
Años más tarde, el 21 de diciembre de 2008 dejó su cargo de canciller siendo sucedido por el anterior Hamidullah Amin y pasó a cofundar y presidir el Instituto de Efectividad del Estado, una organización creada para servir a sus ciudadanos, mejorar la capacidad de los estados y sus socios internacionales para desarrollar sistemas más eficaces y responsables de gobierno. Como presidente del instituto fue coautor de un libro: La fijación de Estados fallidos, que fue aclamado por la crítica internacional.

### Elecciones presidenciales (2009)
En enero de 2009, en un artículo de un conocido instituto político americano, lo consideraron como uno de los posibles quince candidatos a las Elecciones presidenciales de Afganistán de 2009. El 7 de mayo de ese año quedó registrado oficialmente como candidato presidencial. En esta campaña destacó la importancia de una administración representativa, el buen gobierno, una economía dinámica y las oportunidades de empleo para el pueblo afgano. Nombró al político Ashraf Ghani Ahmadzai como su candidato a la vicepresidencia y también contrató como asesor de campaña de Bill Clinton durante las Elecciones presidenciales de Estados Unidos de 1992: James Carville.
Finalmente los resultados electorales lo colocaron como la cuarta fuerza política más votada del país.

### Elecciones presidenciales (2014)
Ganó las elecciones presidenciales de 2014 como independiente, en la segunda vuelta, con 4'485.888 de los votos, un 56,44% del total. Sus compañeros fueron Abdul Rashid Dostum y Sarwar Danish.

## Exilio
El 15 de agosto de 2021, tras el avance de los talibanes en la conquista del territorio afgano tras el retiro de las fuerzas militares estadounidenses, que acabó con el control de los talibán de la capital, Kabul, Ashraf Ghani, tras asegurar primero que resistiría, a las pocas horas anunció su salida del país para evitar un "baño de sangre". Desde la embajada rusa en Kabul se informó que el presidente había huido con su familia, cuatro coches y un helicóptero "llenos de dinero en efectivo" –169 millones de dólares según la BBC–. El 18 de agosto el Ministerio de Exteriores de Emiratos Árabes Unidos confirmó que Ghani y su familia habían sido acogidos en el país por consideraciones humanitarias.

## Vida personal
Ghani está casado con Rula Saade, una libanesa cristiana a quien conoció cuando ambos eran estudiantes en Beirut. Tienen una hija y un hijo. Su hija, Mariam Ghani, nació en Nueva York, donde desarrolla su carrera como cineasta, artista y escritora.